# Cambio (enigmistica)
In enigmistica il cambio rappresenta l'insieme degli schemi in cui, per modificare una parola in un'altra, viene cambiata una lettera. Non si parla mai di un cambio, ma se ne specifica la natura in ragione del tipo di lettera cambiata o della sua posizione. Si possono così avere:
- il cambio di consonante (la lettera cambiata si trova in mezzo alla parola ed è una consonante);
- il cambio di vocale (la lettera si trova in mezzo alla parola ed è una vocale);
- il cambio di lettera (la lettera si trova nel mezzo della parola e se consonante viene cambiata in vocale o viceversa);
- il cambio d'iniziale (la lettera si trova all'inizio della parola);
- il cambio di finale (la lettera si trova alla fine della parola).

Non appartiene alla famiglia dei cambi, bensì a quella dei falsi derivati, il cambio di genere.

Il cambio può essere praticato a frase: in tal caso il mutamento della lettera avviene tra una parola e una frase in senso enigmistico. Oppure può essere una frase a cambio, se esso avviene tra frasi. Può infine essere praticato in successione: in questo caso, però, le lettere cambiate si trovano sempre nella stessa posizione.

## Esempi
- Cambio di consonante: carta / casta
- Cambio di vocale: Roma / rima
- Cambio di lettera: cieco / circo
- Cambio di iniziale: casta / pasta
- Cambio di finale: conto / conte
- Cambio di consonante a frase: lancia / l'ascia
- Frase a cambio di vocale: la mica / l'amaca
- Cambi: pazzo / pezzo / pizzo / pozzo / puzzo